# سيمون رويس
سيمون رويس (بالإنجليزية: Simon Royce) (9 سبتمبر 1971 في المملكة المتحدة - ) هو لاعب كرة قدم بريطاني في مركز حراسة المرمى. لعب مع برايتون أند هوف ألبيون وتشارلتون أثلتيك وكوينز بارك رينجرز وليستر سيتي ومانشستر سيتي ونادي برينتفورد ونادي غيلينغهام ونادي لوتون تاون وهيبريدج سويفتس ونادي ساوثيند يونايتد.

## وصلات خارجية
- سيمون رويس على موقع قاعدة بيانات كرة القدم.إي يو (الإنجليزية)
- سيمون رويس على موقع Soccerbase.com (لاعب) (الإنجليزية)
- سيمون رويس على موقع عالم كرة القدم.نت (الإنجليزية)